# Louise Françoise de La Baume Le Blanc
Louise de La Vallière (született: Louise Françoise de La Baume Le Blanc; Tours, Francia Királyság, 1644. augusztus 6. – Párizs, Francia Királyság, 1710 . június 7. ), Vaujours hercegnője, udvarhölgy, XIV. Lajos francia király hivatalos szeretője (franciául: maîtresse-en-titre).

## Élete

### Ifjúkora

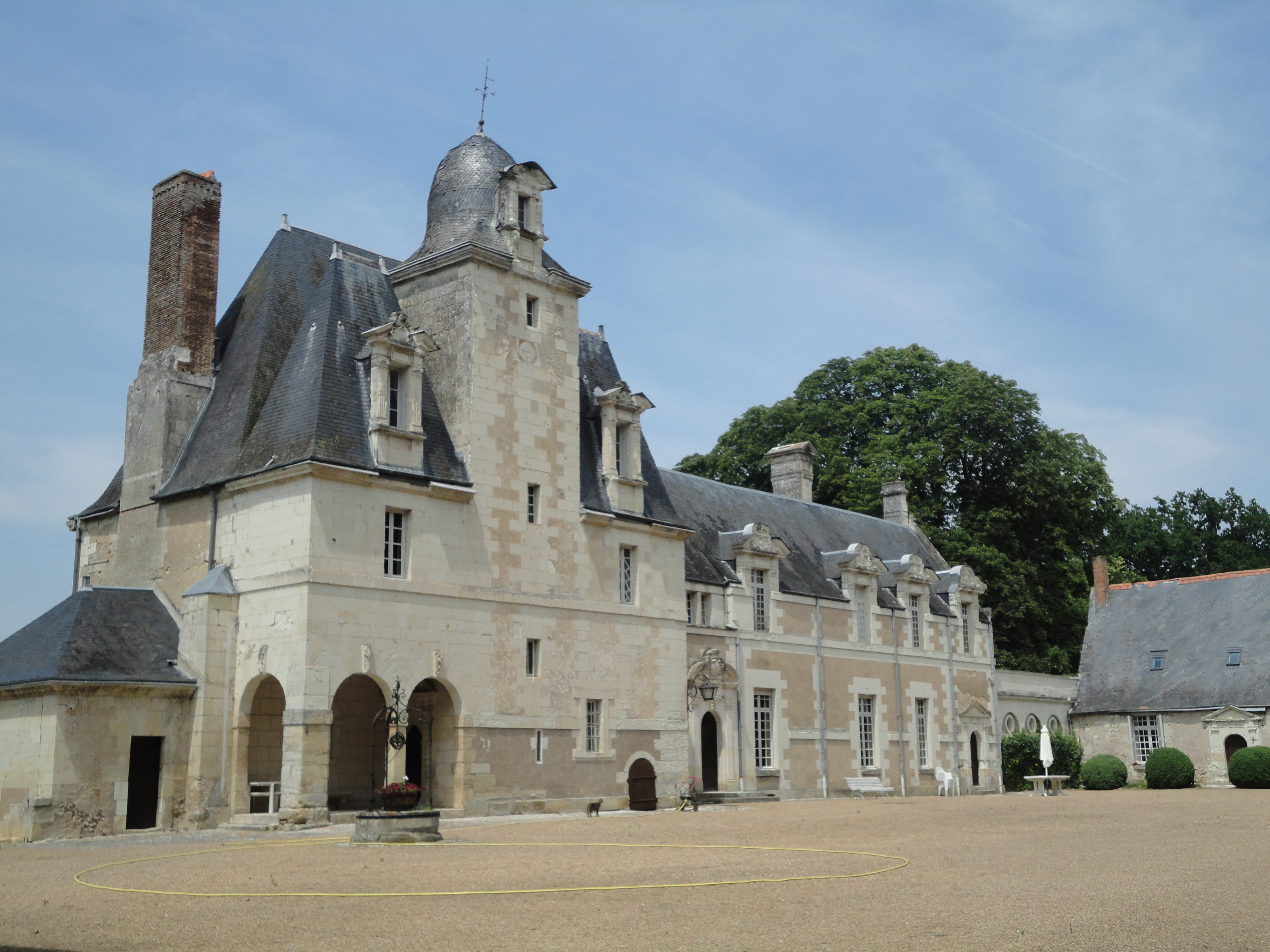
La Vallière kastély, Reugny

1644-ben született Tours-ban. Édesapja, Laurent de la Baume le Blanc később felvette a de La Vallière nevet, egy kisebb, Amboise közelében, Reugny-ben fekvő saját birtoka, a La Vallière uradalom neve után. Az apa, Laurent de la Vallière elhunyt 1651-ben. Az özvegyen maradt feleség, Françoise Le Provost, Louise Françoise édesanyja, hamarosan újra férjhez ment, és csatlakozott a Monsieurnek, Gaston orléans-i hercegnek (1608-1660), XIII. Lajos (1601–1643) öccsének udvartartásához a Loire-menti Blois-ban. (Gaston királyi herceg, mint XIII. Lajos király legidősebb öccse 1638-ig a trón várományosa volt. Ebben az évben a királynak váratlanul fia született. A trónörökös, a későbbi XIV. Lajos király születése elütötte Gaston herceget az első helytől a trónöröklésre jogosultak sorában, ekkor költözött családjával Blois-ba.
Az ifjú Louise Françoise gondtalan gyermekéveket töltött a blois-i kastélyban, ahol együtt nevelkedett Gaston gyermekeivel, a herceg első házasságából való Grande Mademoiselle-lel, azaz Annával, Montpensier hercegnőjével (1627–1693) és mostohatestvéreivel. Az orléans-i herceg 1660-ban bekövetkezett halála után özvegye, Bourbon Margit lotaringiai hercegnő (Marguerite de Bourbon, duchesse de Lorraine) Párizsba, a Luxembourg Palotába költözött, a kíséretéhez tartozó 16 éves Louise Françoise-zal együtt.

### A királyi udvarnál
Befolyásos rokonának, Mademe de Choisy-nak közbenjárására Louise Françoise de La Vallière 1661-ben átkerült a Madame-nak, azaz Angliai Henrietta Annának (Henriette d’Angleterre, 1644–1670), az orléans-i hercegnének kíséretébe. Henrietta Anna hercegnő a kivégzett I. Károly angol király leánya, Fülöp orléans-i hercegnek (1640–1701), XIV. Lajos francia király öccsének, a Monsieurnek első felesége volt. Henrietta 1661-ben igen szemrevaló ifiasszonyként csatlakozott az udvarhoz Fontainebleau-ban. Homoszexualitásra és pederasztiára hajló férje mellett hamarosan szoros családi barátságba keveredett sógorával, Lajossal, ami kisebb botrányt és románcról szóló pletykákat keltett az udvarnál.
A híreszteléseket elfojtandó, a korban szokásos „paraván” (paravent) stratégiát alkalmazták. Az udvartartásból kiválasztottak egy fiatal hölgyet, akinek király nyíltan udvarolhatott, hogy az udvar figyelme elterelődjék a XIV. Lajos és sógornője, a Madame között szövődő idillről. Louise Françoise de La Vallière 17 éves volt ekkor, és úgy tudták, titokban már kezdettől fogva szerelmes volt királyába. Őt választották ki a látszat-udvarlásra. Lajos azonban gyorsan rabja lett saját játékának, és Louise Françoise-t megtette saját első kegyencnőjének, alig két hónappal Fontainebleau-ba érkezése után.

### A király kegyencnője
E mindenki számára köztudott viszony, bármennyire diszkréten folytatták is, tiltakozást váltott kis az udvar erkölcsösebb tagjaiból és az egyházi emberekből, köztük Bossuet-ből, a híres hitszónokból. Stuart Henrietta orléans-i hercegné szarkasztikus megjegyzéseket engedett meg magának. A mélyen hívő király 1663-tól kezdve megtagadta a szentáldozást.
Nicolas Fouquet márki, a királyi tárnokmester (surintendant des finances) saját szövetségesévé akarta tenni Louise Françoise-t, mint a királyhoz közel álló személyt. Felajánlott neki 20 000 spanyol aranyat (pistole)-t, baráti ajándékként. A leány visszautasította, de a király tudomást szerzett az ajánlatról. Az ügy tovább fokozta a király gyanakvását Fouquet-val szemben, amely 1661-ben a tárnokmester bukásához vezetett.
1662 februárjában viharos jelenetre került sor, amikor Louise Françoise nem akarta elárulni királyi szeretőjének a Henrietta hercegné (a Madame) és Guiche grófja között szövődött házasságtörő viszonyt. A leány egy Chaillot-i kolostorba menekült, Lajos azonnal utánament. Louise Françoise ellenségei, köztük Olympe Mancini, Soissons grófnéja (Mazarin bíboros unokahúga) beárulta viszonyukat Mária Terézia királynénak (1638–1683). Louise Françoise-t azonnal eltávolították a Madame szolgálatából, és a Palais-Royal-ba költöztették. 1663 decemberében itt hozta világra első gyermekét, Charles-t, akit Colbert főminiszter bizalmi emberei vettek gondozásukba.

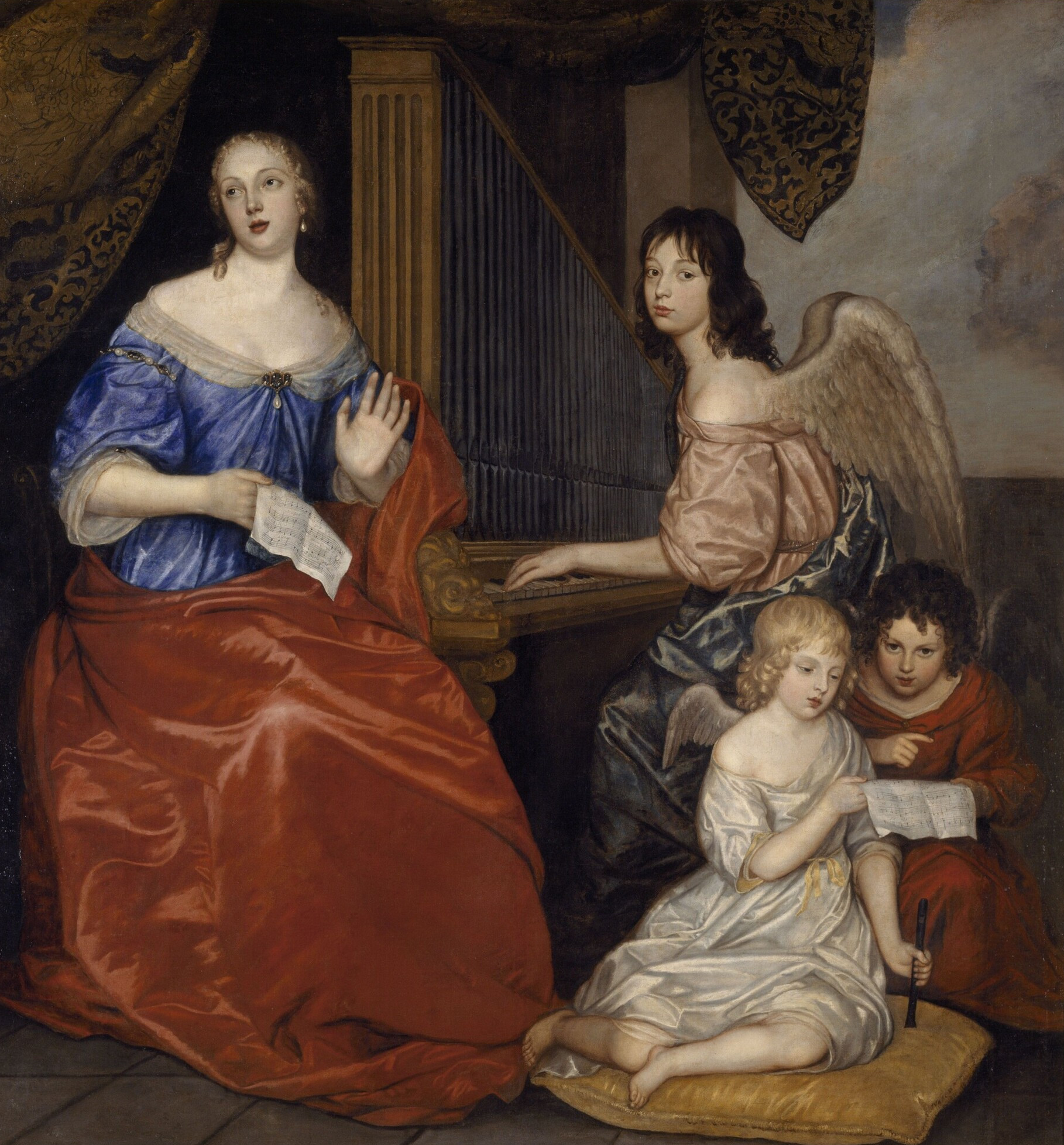
Louise de La Vallière, két gyermekével
(Peter Lely festménye)

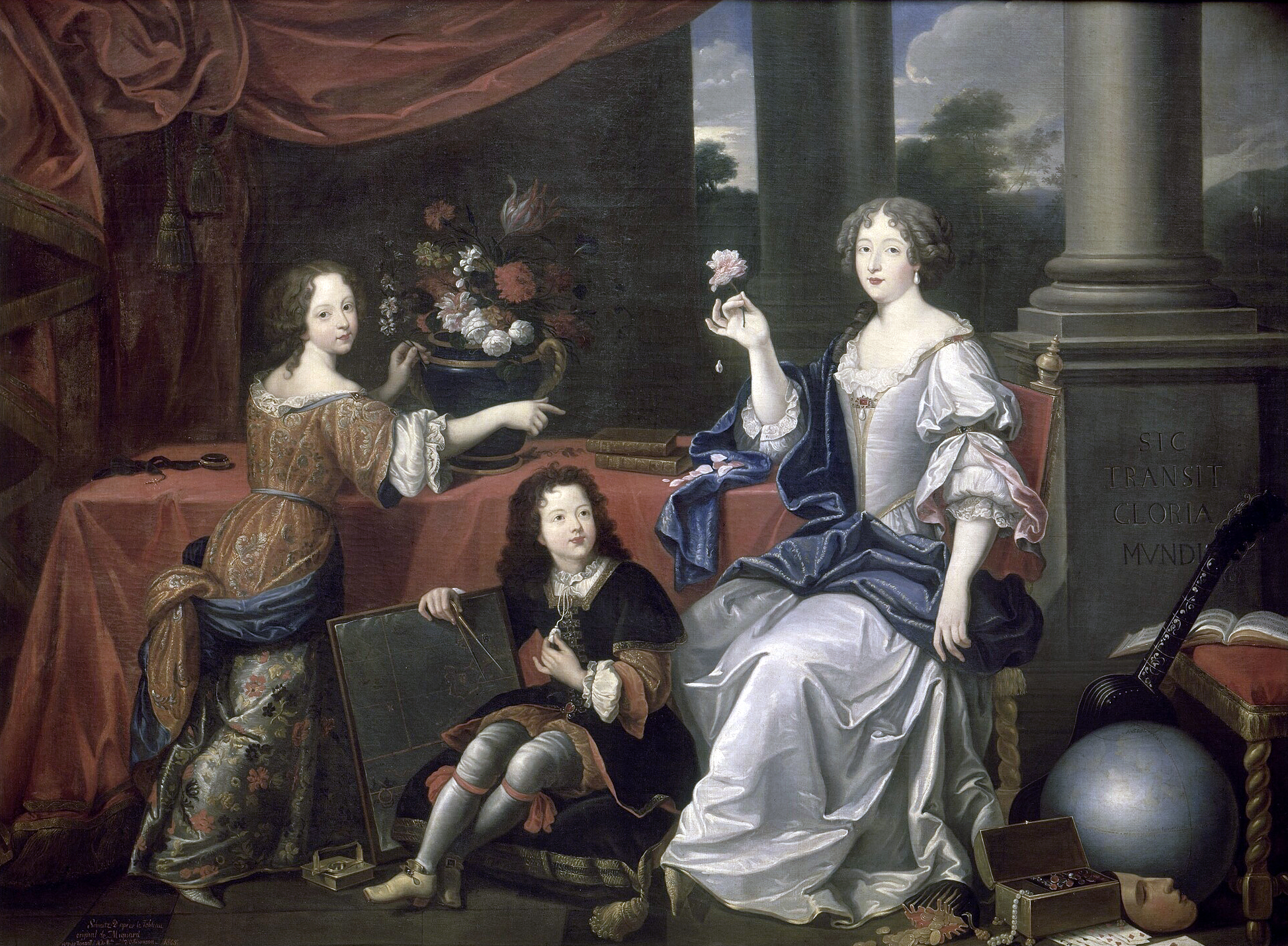
Louise de La Vallière és gyermekei

Louise Françoise de La Vallière öt gyermeket szült a XIV. Lajostól , akik közül a két legfiatalabb érte el a felnőttkort, őket a király később törvényesítette:
- Charles (1663–1665), kisgyermekként meghalt,
- Philippe (1665–1666), kisgyermekként meghalt,
- Egy kislány, csecsemőként meghalt.
- Marie Anne de Bourbon (1666–1739), Blois első kisasszonya, aki 1680-ban feleségül ment I. Louis Armand de Bourbon-Conti-hoz, a Nagy Condé herceg unokájához.
- Louis de Bourbon (1667–1683), Vermandois grófja, aki 1683-ban elesett a harctéren Courtrai-nál, Flandriában.

Ausztriai Anna anyakirályné 1666 januárjában bekövetkezett halála után XIV. Lajos nyilvánosan kihirdette Louise Françoise de La Vallière kisasszonnyal való viszonyát. A fiatal kegyencnő nem örült ennek, ő jobban kedvelte a bizalmas együttlétek során megnyilvánuló gyengéd kapcsolatot, mint a királlyal való nyilvános viszonyból fakadó zajos és kellemetlen kötelezettségeket. A Napkirály zenét, fényt és pompát kedvelő természetével ez nehezen fért össze.
Ebben a helyzetben érkezett vissza az udvarhoz Françoise Athénaïs de Rochechouart de Mortemart, az ifjú szépasszony, immár Montespan márki feleségeként. XIV. Lajost lenyűgözte az asszony, akinek „szépségét a világ minden nagykövetének látnia kell”. A király a szeretőjévé kívánta tenni Madame de Montespan-t. Viszonyuk valószínűleg 1667-ben, a a flandriai hadjárat folyamán kezdődött, ez egyben a királyi kegy vissza nem térő elhalványulását jelentette Louise Françoise de La Vallière irányában.
A rendkívüli Françoise Athénaïs lett a hivatalos királyi kegyencnő. 1667 májusában a király hercegséget alkotott vaujours-i birtokaiból, és felajánlotta azt régi kegyencnőjének. Mindenki előtt világos volt, hogy ez az ajándék Louise Françoise végleges kegyvesztettségét jelenti.

### Kegyvesztése
Elkezdődött az az időszak, amikor a két kegyencnőnek egymás mellett kellett élnie a Tuileriák palotájában. XIV. Lajos maga mellett tartotta Louise Françoise-t, bár csak rövid látogatásokat tett nála, mielőtt Montespan márkinéhez sietett volna. Louise Françoise abban a hiú reményben élt, hogy visszahódíthatja királya szívét, akibe még ekkor is szerelmes volt. Emiatt eltűrt minden megaláztatást a csípős nyelvű és gonoszkodásra mindig hajlamos új kegyencnőtől. 1670-ben súlyos betegségbe esett, a halál leheletét érezte. Szerencsés gyógyulása után a vallás felé fordult. Írásai, a „Gondolatok Isten könyörületességéről”, megindítják az olvasót.
Egyházi emberek, Bourdaloue és Bossuet tanácsára elvonult az udvartól. 1671-ben a Saint Marie de Chaillot-ba költözött, de a király visszakényszerítette. Végül, 1674. április 19-én, utolsó beszélgetésük során a király megengedte, hogy elmenjen. A karmeliták párizsi Saint-Jacques negyedben lévő kolostorába (Grandes-Carmélites du faubourg Saint-Jacques) költözött. Távozása nagy port vert föl, különösen a nyilvános bocsánatkérések miatt, amelyeket Mária Terézia királynéhoz intézett. Röviddel ezután Louise Françoise belépett az apácarendbe, felvette a Louise de la Miséricorde nevet. A kolostorban a királyné, Bossuet és Madame de Montespan többször is meglátogatták.
1710-ben hunyt el, 36, hitbuzgóságban eltöltött év után. Annak a kolostornak temetőjében helyezték örök nyugovóra, ahol élt, távol a hercegi hitbizománytól, ahol semmi sem tanúsítja, hogy ő a világra jött.

### Utóélete
Saint-Simon herceg habozás nélkül „szentnek” minősítette őt, és ezt mondta róla: „Boldog az a király, akinek csak olyan kegyencnői vannak, mint Madame de la Vallière…”. Sainte-Beuve író úgy ítélte, hogy XIV. Lajos három leghíresebb szeretője közül Louise Françoise de La Vallière „kiemelkedően a legérdekesebb személyiség, és csak ő az, aki önmagában is érdekes személyiség”.

## Alakja szépirodalomban, játékfilmekben
- Louise de la Vallière személye megjelenik Alexandre Dumas regényében, a „Bragelonne vikomt”-ban.
- „Az elveszett kastély” („Le Château perdu”) c. francia film, készült 1973-ban, rendezte François Chatel, Louise de la Vallière szerepében Claude Jade, XIV. Lajos szerepében Michel Pilorgé.
- A Versailles-i kastély / Ha Versailles mesélni tudna (Si Versailles m’était conté…) c. francia film (1954), rendezte Sacha Guitry, Louise de la Vallière szerepében Giselle Pascal, az ifjú XIV. Lajos szerepében Georges Marchal.
- A "Versailles" c. angol tévéfilmsorozatban (2015) Sarah Winter játszotta, XIV. Lajost pedig George Blagden.

## Lásd még
- Francia uralkodók szeretőinek listája